# Jû-Belloc
Jû-Belloc település Franciaországban, Gers megyében. Lakosainak száma 283 fő (2022. január 1.). Jû-Belloc Castelnau-Rivière-Basse, Hères, Galiax, Plaisance, Préchac-sur-Adour, Saint-Aunix-Lengros és Tieste-Uragnoux községekkel határos.

## Népesség
A település népességének változása:
| Lakosok száma | 336  | 303  | 263  | 322  | 312  | 302  | 296  | 295  | 291  | 283  |
|               | 1968 | 1982 | 1990 | 2006 | 2013 | 2015 | 2017 | 2019 | 2020 | 2022 |